# Chlorita melasma
Chlorita melasma är en insektsart som beskrevs av Pieter D. Theron 1988. Chlorita melasma ingår i släktet Chlorita och familjen dvärgstritar. Inga underarter finns listade i Catalogue of Life.